# 彭應時 (隆慶進士)
彭應時（1541年—？），字化中，號宜所，江西吉安府廬陵縣人，民籍，明朝政治人物。

## 生平
江西鄉試第三十九名舉人。隆慶五年（1571年）中式辛未科會試第二百四十三名，三甲第二百八十六名進士。授行人司行人，萬曆三年（1575年）七月选授南京禮科给事中，五年十一月出为福建漳南道佥事，八年九月升广西右参议，十一年二月升本省副使，十三年十一月升雲南右参政，十六年三月升广西賓州兵备按察使，十七年六月升本省右布政使，二十年升浙江布政使，次年以滇南失事回籍听勘。
萬曆三十四年（1606年）起补云南布政使，三十六年升本省左布政使。

## 家族
曾祖彭宣傑；祖父彭徽名；父彭造越，母蕭氏。慈侍下。兄應春。弟應曉。